# لالوداماس
لالوداموس (Laodamas) در اسطوره‌های یونان، پادشاه تب است.
علیه اپیگون‌ها جنگید و آیگیالئوس را کشت. به روایتی خود نیز به دست آلکمئون کشته شد.